# Diretoria do São Paulo Futebol Clube
A diretoria do São Paulo Futebol Clube trabalha para o clube amparada por seu elenco, funcionários e estrutura. Em 2017 foi registrado que, o São Paulo Futebol Clube é o de menor dívida.

## Diretoria

### Atual
Todos os integrantes da diretoria atual.

## Presidentes
Todos os presidentes do clube através dos anos.[carece de fontes?]
| - 1930 a 1934: Edgard Egídio de Sousa Aranha - 1934 a 1935: João Baptista da Cunha Bueno - 1935 a 1935: Luís Oliveira de Barros - 1935 a 1935: Carlos Monteiro Brisola - 1935 a 1936: Manuel do Carmo Meca - 1936 a 1937: Frederico Menzen - 1937 a 1938: Cid Matos Viana - 1938 a 1940: Piragibe Nogueira - 1940 a 1940: Paulo Machado de Carvalho - 1940 a 1941: João Tomás Monteiro da Silva - 1941 a 1946: Décio Pacheco Pedroso - 1946 a 1947: Roberto Gomes Pedroza - 1947 a 1949: Paulo Machado de Carvalho - 1949 a 1958: Cícero Pompeu de Toledo - 1958 a 1971: Laudo Natel | - 1971 a 1978: Henri Couri Aidar - 1978 a 1982: Antônio Leme Nunes Galvão - 1982 a 1984: José Douglas Dallora - 1984 a 1988: Carlos Miguel Aidar - 1988 a 1990: Juvenal Juvêncio - 1990 a 1994: José Eduardo Mesquita Pimenta - 1994 a 1998: Fernando José Pinto Casal de Rey - 1998 a 2000: José Augusto Bastos Neto - 2000 a 2002: Paulo Amaral - 2002 a 2006: Marcelo Portugal Gouvêa - 2006 a 2014: Juvenal Juvêncio - 2014 a 2015: Carlos Miguel Aidar - 2015 a 2020: Carlos Augusto de Barros e Silva - 2021 a 2026: Julio Casares |